# Lwiwwuhilla
Lwiwwuhilla (DKCh „Lwiwwuhilla”) – przedsiębiorstwo górnicze zajmujące się eksploatacją węgla kamiennego w Lwowsko-Wołyńskim Zagłębiu Węglowym.
W skład przedsiębiorstwa wchodzi 10 kopalni, w tym jedna zamknięta (DWAT „5 Wełykomostiwśka”). Firma zatrudnia 12 tysięcy pracowników.

## Działające kopalnie
- DWAT „Wełykomostiwśka”
- DWAT „Meżyriczanśka”
- DWAT „Widrodżennia”
- DWAT „Lisowa”
- DWAT „Zariczna”
- DWAT „Wizejśka”
- DWAT „Stepowa”
- DWAT „Bendiuźka”
- DWAT „Czerwonohradśka”